# MeToo

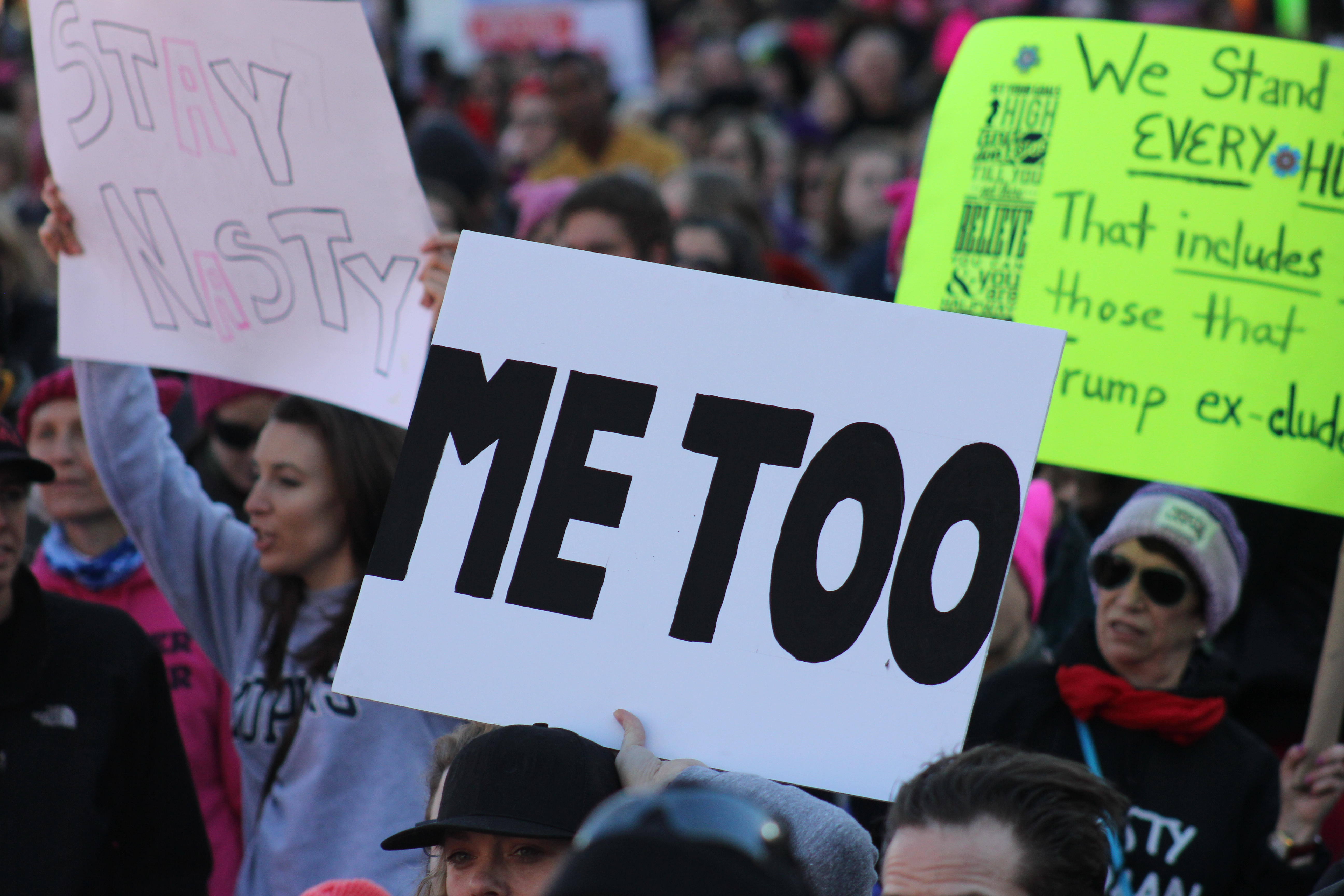
Плакат «Я теж» на Марші жінок у Балтиморі

Me Too (або #MeToo, з англійської — «Я теж») — хештег та соціальна акція-флешмоб проти сексуального насильства і сексуальних домагань, поширені в соціальних мережах в жовтні 2017 року в результаті секс-скандалу навколо кінопродюсера Гарві Вайнштейна. Використовуючи фразу «Я теж», жінки, що стали жертвами сексуального насильства, розповідали про пережитий ними досвід домагань чи зґвалтувань, маркуючи тегом, що історія торкнулася і їх. З 2006 року ця фраза використовувалась проти зґвалтувань і домагань в цілому, скоріше, не на роботі, громадською активісткою Тараною Берк, а пізніше популяризована акторкою Аліссою Мілано, яка запропонувала жінкам ставити лайк і робити репост, щоб поділитися власним сумним досвідом пережитого насильства. Відтоді мільйони людей використовували цей хештег для того, щоб розповісти про розмаїті форми пережитого ними сексуального насилля.

## Походження
15 жовтня 2017 року акторка Алісса Мілано закликала поширити цю фразу, щоб показати масштаб і повсюдність проблеми сексуальних домагань: «Якби всі жінки, які зазнали сексуального насилля або нападу, також написали „Я теж“ у своєму статусі, ми могли б дати людям зрозуміти масштаби цієї проблеми».

## Поширення
Фраза використовувалася понад 200 000 разів до 15 жовтня, а до 16 жовтня кількість використань перевищила 500 000. У Facebook хештег використовувався понад 4,7 мільйонами осіб, це 12 мільйонів повідомлень протягом перших 24 годин. Facebook повідомив, що у 45 % користувачів(-чок) зі Сполучених Штатів хоча б хтось з друзів / подруг опублікували цей термін.
На твіт Мілано відповіли десятки тисяч жінок.